# Thénorgues
Thénorgues é uma comuna francesa na região administrativa de Grande Leste, no departamento das Ardenas. Estende-se por uma área de 9,25 km². Em 2010 a comuna tinha 81 habitantes (densidade: 8,8 hab./km²).